# Simon Henry Gage
Simon Henry Gage (20 de mayo de 1851 – 20 de octubre de 1944) fue profesor de anatomía, histología y embriología en la Universidad de Cornell y una figura importante en la historia de la microscopía estadounidense. Su libro, El Microscopio, apareció en diecisiete ediciones. En 1931, se dedicó un volumen del American Journal of Anatomy a Gage con motivo de su octogésimo cumpleaños.

## Vida personal
Simon Henry Gage nació el 20 de mayo de 1851 en Milford Township, condado de Otsego, Nueva York. Era hijo de Henry van Tassel Gage y Lucy Ann Grover Gage. Su hermana, Mary Gage Day, era médico y escritora médica. Simon Henry Gage asistió al Seminario de Charlottesville y a la Escuela Normal Estatal de Albany. En diciembre de 1881 se casó con Susanna Stuart Phelps de Morrisville, Nueva York, una de sus alumnas, que se convirtió en una consumada embrióloga. Tuvieron un hijo, Henry Phelps Gage, que nació el 4 de octubre de 1886. Susanna murió en 1915, y en 1933, Gage se casó con Clara Covert Starrett de Interlaken, Nueva York.

## Vida universitaria
En 1873, Gage ingresó en la Universidad de Cornell y se graduó en 1877 con una licenciatura en Historia Natural tras escribir una tesis sobre la historia vital de la cigüeñuela del lago Cayuga (Cottus). Como estudiante universitario, Gage trabajó en el Departamento de Anatomía con Burt Green Wilder impartiendo clases en los recién introducidos cursos de biología. En el otoño de 1877, Gage se convirtió en instructor de Anatomía Comparada y Microscopía. En 1881, Gage se convirtió en profesor adjunto de Fisiología y profesor de Tecnología Microscópica. En 1889, Gage se convirtió en profesor asociado de Fisiología y conferenciante de Tecnología Microscópica y en 1893, Gage se convirtió en profesor asociado de Anatomía, Histología y Embriología. En 1895, Gage se convirtió en profesor de anatomía, Histología y Embriología. En 1908, Gage se jubiló como profesor emérito de Histología y Embriología. En 1918 Gage volvió a la enseñanza a pesar de estar jubilado   como consecuencia de la escasez de profesores provocada por la Primera Guerra Mundial. Además de sus trabajos sobre microscopía y proyección óptica, Gage investigó sobre el tritón, el sapo, la lamprea, sobre la digestión de las grasas y sobre el páncreas.
En 1893, Gage y John Henry Comstock fundaron la Comstock Publishing Company para poner a disposición de los estudiantes libros de texto sobre microscopía, histología y entomología a un precio razonable y publicar las obras de Anna Botsford Comstock sobre el estudio de la naturaleza. En 1931, Gage regaló la empresa a la Universidad de Cornell. Gage, junto con Luzerne Corville y el arquitecto William H. Miller, diseñó el Stimson Hall, que albergaba la Facultad de Medicina de Cornell. En 1915, Gage y su hijo crearon un fondo en memoria de Susanna Phelps Gage que se utilizó para construir una habitación en Clara Dickson Hall, la nueva residencia para mujeres. En 1918, crearon la Fundación Susanna Phelps Gage para la investigación en física. Gage fue representante del profesorado en el Consejo de Administración de la Universidad de Cornell de 1921 a 1922. Gage desempeñó un papel decisivo en la creación de la Biblioteca Flower en la Facultad de Veterinaria de la Universidad de Cornell en 1897. Fue el bibliotecario responsable de la Biblioteca de Medicina Van Cleef Memorial en Stimson Hall de 1922 a 1944. A su muerte en 1944, Gage donó su cerebro a la Wilder Brain Collection de la Universidad de Cornell, donde aún puede verse en la segunda planta de Uris Hall. La colección personal de libros y documentos de Gage se encuentra en las colecciones de manuscritos y libros raros de la Biblioteca de la Universidad de Cornell.

## Microscopía
Gage participó activamente en la American Microscopical Society desde su fundación y fue elegido presidente de la sociedad dos veces, en 1895 y en 1906. Gage escribió diecisiete ediciones de The Microscope, una serie de ediciones que rastrearon la evolución de la microscopía, y que incluían las ediciones Darkfield y Ultra-Violet
Gage murió en su casa de Interlaken, Nueva York, el 20 de octubre de 1944.

## Publicaciones
- Richards, OW, editor (1964). Microscopía en América (1830-1945) por Simon Henry Gage. Transactions of the American Microscopical Society, LXXXIII, No. 4, Suplemento, octubre de 1964, 125 p. www.jstor.org

### Trabajos de investigación
- Gage, SH (1880-1881) Tecnología microscópica. Ítaca, Nueva York, 54 págs.
- Gage, SH (1885-1886) Notas sobre métodos histológicos, segunda edición. Andrus & Church, Ithaca, Nueva York, 56 p. Notas sobre métodos histológicos
- Gage, SH (1887) Notas sobre métodos histológicos, para uso de estudiantes del Departamento de Anatomía de la Universidad de Cornell, segunda edición. Andrus & Church, Ithaca, Nueva York, 32 p.
- Gage, SH (1891) El microscopio y la histología; Parte I El Microscopio y los Métodos Microscópicos, Tercera edición. Andrus & Church, Ithaca, Nueva York, 96 p. el microscopio
- Gage, SH (1892) El microscopio y la histología; Parte I El Microscopio y los Métodos Microscópicos, Cuarta edición. James W. Queen & Co., Filadelfia, Pensilvania, 96 págs.
- Gage, SH (1893) Las lampreas del lago y del arroyo de Nueva York; Especialmente los de Cayuga y Seneca Lakes. Reimpreso de The Wilder Quarter-Century Book, 421-493 + mapas y láminas.
- Gage, SH (1894) El Microscopio e Histología; Parte I El Microscopio y Métodos Microscópicos, Quinta edición. Comstock Publishing Co., Ithaca, Nueva York, 16
- Gage, S. H. (1896). «The Processes of Life Revealed by the Microscope; A Plea for Physiological Histology». Transactions of the American Microscopical Society 17 (34): 3-29. JSTOR 3221394. PMID 17835005. doi:10.2307/3221394.5 p.
- Además, Informe de la Institución Smithsonian 381-396 (1896). Impreso casi en su totalidad en Science ns 2 209-218 (1895) y en American Monthly Microscopical Journal 16, 292-311 (1895).
- Gage, SH (1896) El microscopio y los métodos microscópicos, sexta edición. Comstock Publishing Co., Ithaca, Nueva York, 237 p. El microscopio
- Gage, SH (1899) El microscopio; Introducción a los métodos microscópicos ya la histología, séptima edición revisada. Comstock Publishing Co., Ithaca, Nueva York, 237 p. El microscopio
- Gage, SH (1901) El microscopio; Introducción a los métodos microscópicos ya la histología, octava edición. Comstock Publishing Co., Ithaca, Nueva York, 299 p. El microscopio
- Gage, SH (1904) El microscopio; Introducción a los métodos microscópicos ya la histología, novena edición. Comstock Publishing Co., Ithaca, Nueva York, 299 p. El microscopio
- Gage, SH (1908) El microscopio; Introducción a los métodos microscópicos ya la histología, décima edición. Comstock Publishing Co., Ithaca, Nueva York, 359 p. El microscopio
- Gage, SH (1911) El microscopio; Introducción a los métodos microscópicos ya la histología, 11ª edición. Comstock Publishing Co., Ithaca, Nueva York, 359 p. El microscopio
- Gage, SH (1917) El microscopio; Introducción a los métodos microscópicos ya la histología, duodécima edición. Comstock Publishing Co., Ithaca, Nueva York, 472 p.El microscopio
- Gage, SH (1920) El microscopio; Introducción a los métodos microscópicos ya la histología, decimotercera edición. Comstock Publishing Co., Ithaca, Nueva York, 474 p. El microscopio
- Gage, SH (1920) Microscopía de campo oscuro moderna y la historia de su desarrollo . Transacciones de la American Microscopical Society XXXIX (2) 95–141. El microscopio
- Gage, SH (1925) El microscopio; Introducción a los métodos microscópicos ya la histología, Darkfield (14.ª) edición. Comstock Publishing Co., Ithaca, Nueva York, 517 p. Segunda impresión 1927.
- Gage, SH (1932) The Microscope, Ultra-Violet (15th) edition. Comstock Publishing Co., Ithaca, Nueva York, 589 p. El microscopio
- Gage, SH (1936) El microscopio, decimosexta edición. Comstock Publishing Co., Ithaca, Nueva York, 615 p. El microscopio
- Gage, SH (1941) El microscopio, decimoséptima edición. Comstock Publishing Co., Ithaca, Nueva York, 617 p. Segunda impresión 1943.
- Gage, SH y GAGE, HP (1914) Proyección óptica; Principios, Instalación y Uso de la Linterna Mágica, Microscopio de Proyección, Linterna Reflectora, Máquina de Imágenes en Movimiento. Comstock Publishing Co., Ithaca, Nueva York, 731 p. Proyección Óptica

### Obituarios
- Kingsbury, B. F. (1944). «Simon Henry Gage». Science 100 (2602): 420-421. PMID 17830672. doi:10.1126/science.100.2602.420.
- Bensley, R. R., B. F. Kingsbury and G. L. Streeter (1945) Simon Henry Gage. 1851–1944. American Association of Anatomists